# Anton Palepoi
Anton Charles Palepoi (19 gennaio 1978) è un giocatore di football americano samoano americano che ha militato nel ruolo di defensive end nella National Football League (NFL).

## Carriera
Al college Palepoi giocò a football a UNLV. Fu scelto nel corso del secondo giro (60º assoluto) del Draft 2002 dai Seattle Seahawks. Fu il giocatore di UNLV scelto più in alto dai tempi di Ickey Woods nel 1988. Vi giocò fino alla prima parte della stagione 2004 dopo di che passò ai Denver Broncos, con cui chiuse con un record in carriera di 3 sack. Nel 2005 e 2006 militò negli Arizona Cardinals e chiuse la carriera nel 2007 con i New Orleans Saints.